# Jimena Fernández de la Vega
Jimena María Francisca Emilia Fernández de la Vega y Lombán (1895, A Veiga, Astúries - 1984, Santiago de Compostel·la) va ser una metgessa, genetista i professora espanyola, que va desenvolupar la seva activitat professional a Galícia. La seva neboda, María Teresa Fernández de la Vega, va ser vicepresidenta primera del govern de José Luis Rodríguez Zapatero.
Encara que el seu pare, Wenceslao Fernández de la Vega Pasarín nascut en Castroverde (Lugo), també era metge i fou el primer director del balneari de Guitiriz, a Lugo, l'ànim per emprendre una carrera universitària i un treball ho va treure de la seva mare, Dolores Lombán, una dona forta i valenta, segons els seus nets, excepte en dies de tempesta.

## Trajectòria
Al costat de la seva germana bessona Elisa van ser les primeres dones a estudiar en una universitat gallega. Van ser admeses en la Facultat de Medicina de la Universitat de Santiago de Compostel·la. Juntes van acabar la carrera, i ambdues van obtenir la Gran Creu d'Alfons XII, a causa dels seus excel·lents expedients universitaris, que van concloure l'any 1919. Es van presentar al concurs de Premi Extraordinari, però com vulgui que només hi havia un, aquest va recaure en Jimena. Després, en 1925, es va perfeccionar a Itàlia, Suïssa, Alemanya, Àustria, amb professors com a F. Kraus, T. Brugsh, I. Baur i I. Fischer (Berlín), H. Poll (Hamburg), J. Baur (Viena) i Nicola Pende (Gènova).
Com a genetista, va ser deixebla de Novoa Santos, Gregorio Marañón i de Gustavo Pittaluga. Va ser professora de la Càtedra de Patologia General de la Universitat Central de Madrid (la predecessora de l'actual Universitat Complutense).
En 1933, va ser creada la “Secció de Genètica i Constitució”, dependent de la Càtedra de Patologia de Novoa Santos en la Facultat de Medicina de Madrid, de la qual Jimena Fernández de la Vega va ser nomenada directora [director-cap]. Aquest mateix any, Fernández de la Vega va participar en les "Primeras Jornades Eugénicas Españolas", celebrades a Madrid, impartint un curset titulat La herencia biológica en el hombre.

## Algunes publicacions
- “La herencia fisiopatológica en la especie humana”. 1935
- "Vererbungsfragen der Blutkörperchen" (“Preguntas sobre la herencia de los eritrocitos”). 1934

- Herencia de los caracteres psicológicos. Archivos de Neurobiología. 1933; 13:405-417
- La herencia biológica en el hombre. I. Herencia de los caracteres psicológicos. II. Selección y contraselección. En: Noguera, E. y Huerta, L. (eds). Genética, Eugenesia y Pedagogía Sexual. Libro de las Primeras Jornadas Eugénicas Españolas. Madrid: Morata; 1934, pp. 159-181
- Constitución. En: Nóvoa Santos, R. Manual de Patología General. Santiago, 1934. Tomo primero, pp. 375-404
- Coeficientes de correlación entre algunas medidas del hábitus. Anales de Medicina Interna. 1934; 3:341-349
- Consideraciones sobre las hemodistrofias a propósito de un caso clínico. Anales del servicio de Patología Médica del Hospital General de Madrid, 1928-29: 224-231
- Consideraciones etiológicas y patogénicas sobre un caso de hemofilia. Archivos de Cardiología y Hematología 1929 (10) :228-231
- “Experimentos de Genética en Drosophila, efectuados en el Instituto Anatómico de Hamburgo”. Boletín de la RSEHN, 1928
- Sobre los procesos de difusión e intercambio entre la sangre y los tejidos. Método de la fluoriscina. Wiener Klinische Wochenschrift. 1927; 25
- “Drosophila y Mendelismus”. Hamburgo, 1927
- “Estado actual de la Biología y Patología Gemelar en su relación con los problemas hereditarios”. Hamburgo, 1926

## Honors
- L'abril del 1996, la Xunta de Galicia i la Universitat de Santiago de Compostel·la va dedicar a ambdues, Elisa i Jimena, el Premi «Vítor».
- 2005: l'Associació Filatèlica Vegadense «Riu Suarón» va dedicar el seu 9è mata-segells especial commemorant el 110è aniversari del naixement de Jimena i Elisa Fernández de la Vega i Lombán.
- En A Veiga: un carrer recorda el nom de les dues primeres metgesses asturianes
- Compostel·la: una residència universitària de Compostel·la[4]
- A Gijón: un carrer al Parc Tecnològic